# Leo Liepmannssohn

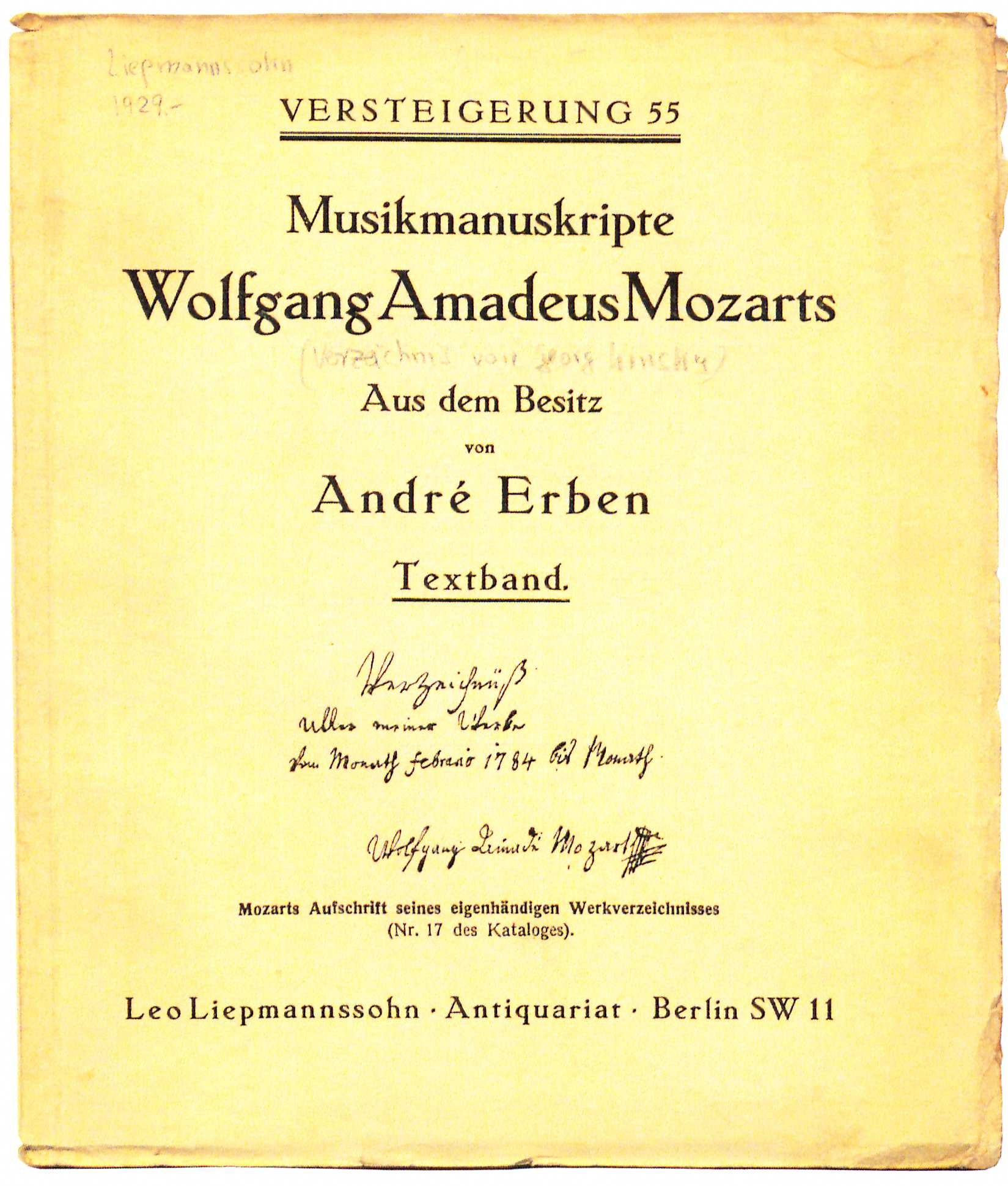
Leo Liepmannssohn Versteigerung Musikmanuskripte Mozart 1929

Leonhard Liepmannssohn, später genannt Leo (* 18. Februar 1840 in Landsberg an der Warthe; † 15. Mai 1915 in Berlin) war ein deutscher Musik- und Buchantiquar.

## Leben
Über die Jugend von Leonhard Liepmannssohn ist wenig bekannt. Seit 1851 besuchte er das Friedrichswerdersche Gymnasium in Berlin, wo er mit siebzehn Jahren am 29. September 1857 die Abiturprüfung ablegte. Schon damals gab er an, sich dem Buchhandel widmen zu wollen.
In die von Albert Cohn gegründete Buchhandlung A. Asher & Co. in Berlin kam Liepmannssohn als Lehrling und erlernte den Sortiment- und Antiquariatsbuchhandel. Cohn war ein besonderer Spezialist für bibliophile Raritäten sowie Erstausgaben und Manuskripte musikalischer Werke. Liepmannssohns musikalische Begabung – er war ein guter Pianist – kam ihm dabei zugute, sich zu qualifizieren. Dafür sorgte auch die weitere Ausbildung in der deutsch-französischen Librairie A. Franck in Paris, deren Inhaber Albert Franck als Musikkenner mit vielen Komponisten befreundet und Bruder des Komponisten Eduard Franck war.
Im Jahr 1866 machte sich Liepmannssohn selbstständig und gründete mit Charles Dufour (1814–1887) ein Antiquariat in Paris. In seiner Zeit kamen 37 Kataloge heraus. Ab 1874 und bis 1883 war Liepmannssohn in der Berliner Markgrafenstraße 52 ansässig, übersiedelte aber dann in die Charlottenstraße 63 (1883–1893) und die Bernburgerstraße 14 (1893–1935). Dort kamen dann die Kataloge 1–238 heraus, außerdem 64 Auktionskataloge. 1903 wurde die Firma an Otto Haas verkauft, der für die Kataloge ab Nr. 154 verantwortlich war.
Seine 1890 geborene Tochter Susette heiratete 1920 den Kameramann Karl Freund und wurde 1942 in der NS-Tötungsanstalt Bernburg ermordet.

## Kataloge der Firma Liepmannssohn (Auswahl)
- Katalog der musikalischen Bibliothek des verstorbenen Dr. Joseph Müller, Bibliothek der Königl. Hochschule für Musik / [Leo Liepmannssohn] Teil: Abt. 1: Theorie und Geschichte der Musik. Liepmannssohn, Berlin 1881. X, 92 S.
- Katalog einer bedeutenden Sammlung von Musiker-Autographen... Katalog der Versteigerung vom 3. bis 4. Dezember 1886, 58 S. (Digitalisat).
- Katalog einer Autographen-Sammlung bestehend aus wertvollen Musik-Manuskripten und Musiker-Briefen aus den Nachlässen von Julius Stockhausen und Wilhelm Taubert und des Musikverlegers Maurice Schlesinger aus Paris (1798–1871). Liepmannssohn, Berlin 1907. 120 S.